# سالينوم
السَّالينوم هو جنس أوراسي من النباتات المزهرة في فصيلة البقدونس أي الخيمية.